# Paula Echevarría
Paula Echevarría Colodrón (Candás, 7 agosto 1977) è un'attrice spagnola, nota in Italia per aver interpretato Anna, la protagonista della serie televisiva Velvet.

## Filmografia

### Cinema
- Peor imposible, ¿qué puede fallar? (2002)
- Machín, toda una vida (2002)
- Carmen (2003)
- El chocolate del loro (2004)
- Las locuras de Don Quijote (2005)
- La dama blanca - cortometraggio (2005)
- Rojo intenso (2006)
- Luz de domingo (2007)
- Sangre de mayo (2008)
- El bizcocho - cortometraggio (2011)
- Vulnerables (2012)
- Ola de crímenes (2018)
- Si yo fuera rico (2019)

### Televisione
- 7 vite (2000)
- Compañeros (2000)
- Mi teniente (2001)
- Policías, en el corazón de la calle (2001)
- Al salir de clase (2001)
- London Street (2003)
- El comisario (2003-2007)
- Gran Reserva (2010-2013)
- Velvet - serie TV, 55 episodi (2014-2016)
- Velvet Colección - serie TV, 4 episodi (2017-2019)
- Los nuestros 2 - serie TV, 3 episodi (2019)

## Vita privata
Il 22 luglio 2006 Paula Echevarría si è sposata con David Bustamante. Le nozze si sono celebrate nella "Basilica di Santa María la Reale di Covadonga" nelle Asturie. Il 17 agosto del 2008 invece, nasce la sua prima figlia: Daniela. Paula ha partorito nell'ospedale di Montepríncipe di Madrid.
. I due si separano nel 2017. Attualmente, è sentimentalmente legata all'ex calciatore Miguel Torres.
Dalla relazione, l'11 aprile 2021 è nato Miguel Junior, il secondo figlio dell'attrice.

## Doppiatrici italiane
- Valentina Mari in Carmen
- Maura Cenciarelli in Velvet e Velvet Collection